# Abruka (wieś)
Abruka – wieś w Estonii, w prowincji Sarema, w gminie Lääne-Saare, na południowej części wyspy Abruka. Obecnie jest zamieszkiwana przez 15 mieszkańców.